# 小畑秀光
小畑 秀光（おばた ひでみつ、1979年10月29日 - ）は、日本のミュージシャン、ギタリスト、ボーカリスト。 

## 経歴
1997年
- Vo.YAMOTO、Gt.HIDE(小畑秀光)の二人でSILENT SCENEを結成。

1998年
- Ba.MATSU、Dr.YUKINOが加入し、SILENT SCENEがバンド形態となり、関東近郊でライブ活動を開始。

1999年
- 2月、1stCT「夕暮れの空の下で」をリリース、限定700本を完売。
- 4月、東京・表参道ビブレ前にてストリートライブを行い話題を集める。
- 8月29日、全5曲入りミニアルバム「KALEIDOSCOPE」でメジャーデビュー。
- 同タイトルの初ツアーで池袋サイバー、渋谷O-WESTを含む9都市10公演のライブを行う。
- テレビ東京系列「ソングライトSHOW!!」出演。

2000年
- 3月27日、全10曲入りアルバム「Love Relation」をリリース。その後、SILENT SCENEを解散。
- ヘヴィメタルバンド、FULL AHEADを結成。

2002年
- シンコーミュージック出版「YOUNG GUITAR」に新型ロックギタリストとして掲載される。
- FULL AHEADのデビューミニアルバム『EXTRAVAGANZA』の収録曲「HOPE AND FEARS」がJリーグの柏レイソル入場テーマソングに起用される。

2004年
- 2月6日、「HARD ROCK SUMMIT PRESENTS UNPLUGGED NIGHT」に重鎮ミュージシャンらと参加。
（Vo.小野正利、Vo&Cho.森川邦子、AGt.大谷令文、Key.永川敏郎、AGt.小畑秀光）
※音楽業界関係者限定公演アンプラグド・シークレットライヴ

2006年
- 長谷川浩二・H.Toshiyanof3世（鈴木俊也）と共に3ピースメタルバンド、STEEL ANGELを結成。

2007年
- 11月25日に開催された和佐田達彦主催のイベント、東京Party“JUMBO”にSTEEL ANGELも出演。
ゲストの二井原実に「二井原実ソロライブにギタリストとして出演してみないか？」と誘われる。二井原実は、小畑が学生時代からの憧れの存在であった。

2008年
- 5月9日・10日東京・神楽坂DIMENSION（現・神楽坂EXPLOSION）で開催された、二井原実のソロライブ「MINORU NIIHARA "ROCK'N ROLL GYPSY" JAPAN TOUR 08」に、
Gt.田川ヒロアキ、Ba.寺沢功一、Gt.横関敦、Dr.ファンキー末吉など、ベテランミュージシャンに混じり参加。
- 8月23日東京・福生にて、「横田基地日米友好祭」のイベントライブにベースで参加、ファンキー末吉の目にとまる。
当時、小畑は友達の家などを転々とした生活を送っており、この頃からファンキー末吉の家にも入り浸ることになる。

2009年
- STEEL ANGELの全8曲入りアルバム「ALL RIGHT TOKYO」をリリース[1][2]。
- 高橋洋樹 with METALDRIVEのギターとしてサポート参加。
- 東京・八王子にあるLive Bar X.Y.Z.→A[3]で、アコースティックLIVEなどを定期的に行っていた。
ある時、たまたまギターをアコギからエレキに持ち替えて自分のヘヴィメタルな曲を演奏したところ、ファンキー末吉、二井原実の両名に衝撃を与え
「ひとりメタル」という名前をつけられた。そして、ますますファンキー末吉の家へ入り浸るようになる。

2012年
- 2月、Ba.海鉾智之、Dr.響太と共に、小畑バンドを結成。同年4月、Gt.KATの加入によりバンド名を秀光に改名。

2013年
- 1月14日、爆風スランプトリビュートアルバム「We Love BakufuSlump (complete)」発売記念イベントとして、渋谷O-EASTで行われた「We Love BakufuSlump」にソロ名義にて出演[4]。
- 4月4日、STEEL ANGEL解散。
- 4月14日、秀光の1stミニアルバム「POWER OF LOVE」リリース。プロ格闘家の平塚大士（チームドラゴン）入場テーマソングに収録曲「reverberation」が起用される。
- 直訳ロッカー王様の全国ツアー「王様meetsはち王子様＆渡辺英樹家来 LIVE TOUR 2013 SUMMER」にオープニングアクトとして帯同。
- BEYOND（香港）のメンバー、葉世栄（Wing Yip）のワールドツアーにギタリストとして参加。

2014年
- 7月12日、山梨県のハーレー・バイカーズ・野外イベント「2014 DAY☆TRIP MEETING Vol.17 FUJITEN」に出演。
※小畑はライブ出演のみならず、同イベントの総合司会も担当。
- 爆風スランプオリジナルメンバーによるトリビュートバンド、「江川ほーじんファンキー末吉with小畑秀光アーリー爆風トリビュートバンド」にギターボーカルとして参加。
- 10月24日、秀光の2ndミニアルバム「I'll accept the pain」リリース。
- ファンキー末吉、大髙清美、渋谷有希子らと共に「美女と野獣トリオ」名義にて北京・上海を含む中国ツアー敢行。

2015年
- 4月、秀光にて、タイ・バンコクでのツアーを敢行。

2016年
- 3月4日、むさしのFMのラジオ番組『吉祥寺ロックレディオ！』に、バンド「秀光」出演。
- 7月29日～8月1日、中国ドラムスクールFunky鼓校＠中国太原に講師として参加。
- 12月22日、ブログ「JET秀光の爆走ロックンロール日記」で、バンド「秀光」の活動休止を報告。

2017年
- 3月4日、東京・八王子にあるLive Bar X.Y.Z→Aにて、『響太誕生日パーティー！でも俺は32近藤』と題して、「ひとりメタル＆バンドライブ！」を開催。

## 機材

### ギター
- EBI STEALTH（メインギター）

- Gibson Les Paul Model Black See-through Model 2005

- Washburn Guitars Dimebag Darrell　Model

- YAMAHA APX-10A

## ディスコグラフィ

### SILENT SCENE
- KALEIDOSCOPE[5] （1999年8月29日）- CD:DNC-5

- Love Relation[6] （2000年3月27日）- CD:IHCD-0001

### FULL AHEAD
- EXTRAVAGANZA[7] （2005年4月1日）- CD:RLCG-0002

- 激鉄オムニバス Vol.1（2013年5月26日）- CD:GKTT-0001
  - 2) BELIEVE

### STEEL ANGEL
- STEEL ANGEL （2006年11月29日）- CD

- ALL RIGHT TOKYO[8] （2009年5月11日）- CD

### 秀光
- POWER OF LOVE （2013年4月14日）- CD

- I'll accept the pain （2014年10月24日）- CD

- 秀光 （2016年4月）- CD

### プロデュース作品
- 激鉄オムニバス Vol.1（2013年5月26日）- CD:GKTT-0001

### 参加作品
- HARD ROCK SUMMIT PRESENTS HARD ROCK SUMMIT UNPLUGGED NIGHT（2004年6月2日）- CD+DVD:WWCA-31039
  - アコースティックギター参加

- 二井原実 / MINORU NIIHARA LIVE! "R&R GYPSY SHOW" ＠KAGURAZAKA DIMENSION（2008年）- CD:MNVO-0002
  - ギター参加

- LOUDNESS / THE EVERLASTING -魂宗久遠-（2009年5月27日）- CD:TKCA-73431
  - コーラス参加

- 爆風スランプトリビュート・アルバム WeLove BakufuSlump （2011年11月25日） - CD:BTYS-1002
  - 16) 人間はなぜ

- 爆風トリビュートComplete（2013年1月15日） - CD:YZSM-20009
  - 16) 人間はなぜ

- X.Y.Z.→A / SEVENTH HEAVEN （2013年4月3日）- CD:BTYS-2003,CD+DVD:XQHZ-1008
  - コーラス参加

## ライブ履歴
- We Love BakufuSlamp 前夜祭
  - 1月13日（日） 小畑秀光＠東京 Shibuya Milkyway　共演：ファンキー末吉（爆風スランプ,X.Y.Z.→A）,三井ぱんと大村はん（三井雅弘,ザビエル大村）,二井原実（LOUDNESS,X.Y.Z.→A）,手数セッション（江川ほーじん,菅沼孝三,田川ヒロアキ）,梅原"PAUL"達也,米田渡（米川英之,田口智治,渡辺英樹 from C-C-B）,仮谷克之,Cutt CRACK BANQUET,ザ・キャプテンズ,オズ,and more
- We Love BakufuSlamp
  - 1月14日（月） 小畑秀光＠東京 Shibuya O-EAST　共演：三井ぱんと大村はん,二井原実,橘高文彦,バーベQ和佐田,ファンキー末吉,Cutt,手数セッション,梅原"Paul"達也,ナツキ〈THE HiPPY〉,EARTH SHAKER,ロリータ18号,米田渡,森田釣竿,曾我泰久,and more

- 1月1日（水）　秀光＠町田 The Play House　※年越しイベント、年が明けてからの出演
- 1月4日（土）　小畑秀光＠香川県宇多津Kesera　※ファンキー末吉トーク＆ひとりドラム（ゲスト出演）
- 1月5日（日）　小畑秀光＠高知ゼロ　※新年高知大セッション大会
- 1月10日（金）　小畑秀光＠中国寧夏省銀川壹個小村LIVE-HOUSE
- 1月18日（土）　秀光＠目黒 鹿鳴館
- 1月26日（日）　秀光＠ 町田 The Play House
- 2月4日（火）　秀光＠八王子Live Bar X.Y.Z.→A
- 2月7日（金）　秀光＠新宿 Wild Side Tokyo
- 2月12日（水）　秀光＠目黒 鹿鳴館
- 2月22日（土）　秀光＠埼玉 HEAVEN'S ROCK VJ-3
- 2月23日（日）　秀光＠新宿 Wild Side Tokyo
- 2月25日（火）　小畑秀光＠八王子Live Bar X.Y.Z.→A　※激鉄オムニバス
- 2月28日（金）　春の二井原実！歌うたい祭り～ロックナイト＠八王子Live Bar X.Y.Z.→A　（Vo.二井原実,Gt.田川ヒロアキ,Gt.小畑秀光,Ba.仮谷克之,Dr.ファンキー末吉）
- 3月1日（土）　高橋洋樹withメタルドライブ＠新横浜BELLS
- 3月2日（日） 秀光＠難波ROCKETS
- 3月11日（火）　震災チャリティー投げ銭制（その場で）セッションライブ＠八王子Live Bar X.Y.Z.→A
- 3月22日（土）　秀光＠北京 2KOLEGAS
- 3月27日（木）　VoThM「オープニングアクト：小畑秀光（激鉄♪MAX!!）」＠八王子Live Bar X.Y.Z.→A
- 3月28日（金）　小畑秀光＠八王子Live Bar X.Y.Z.→A
- 4月13日（日）　小畑秀光＠八王子Live Bar X.Y.Z.→A 　※ハマーソニック
- 4月14日（月）　小畑秀光＠LIVE labo YOYOGI
- 4月15日（火）　小畑秀光＠柏Thumb Up
- VoThM 地元バンドと対バンツアー2014春
  - 4月20日（日）　小畑秀光（激鉄♪MAX!!）＠浜松 KJホール
  - 4月21日（月）　小畑秀光（激鉄♪MAX!!）＠大阪南堀江 knave
  - 4月22日（火）　小畑秀光（激鉄♪MAX!!）＠神戸 チキンジョージ
  - 4月23日（水）　小畑秀光（激鉄♪MAX!!）＠京都 都雅都雅
  - 4月24日（木）　小畑秀光（激鉄♪MAX!!）＠豊橋 Club Knot
- 5月21日（水） 「美女と野獣」中国から凱旋ライブ＠八王子Live Bar X.Y.Z.→A
- Live Bar X.Y.Z.→A 五周年（と2日）記念マラソンライブ 
  - 5月25日（日） 秀光＠八王子Live Bar X.Y.Z.→A
- 小畑秀光主催なんかやるイベント！
  - 6月13日（金） 小畑秀光＠八王子Live Bar X.Y.Z.→A　共演：GAPPA
- 6月27日（金）　秀光＠新宿 Wild Side Tokyo
- 小畑秀光主催なんかやるイベント！
  - 6月30日（月） 小畑秀光＠八王子Live Bar X.Y.Z.→A　共演：SCRUM SYRUP,onwaarheid,Illweeds from machida
- 7月12日（土） 秀光＠DAY☆TRIP meeting vol.17 FUJITEN（山梨県フジテンスノーリゾート）
- 7月19日（土） 秀光＠新宿 HEAD POWER
- 8月6日（水） 小畑秀光＠八王子Live Bar X.Y.Z.→A
- 日中友好こども（大人も可）サマードラムスクール２０１４,キャンプファイアーフリーコンサート
  - 8月8日（金）　秀光＠埼玉県児玉郡神川町城峯公園キャンプ場
- 8月23日（土）　秀光＠町田The Play House
- 【人間 性根は変わらんなツアー】江川ほーじんファンキー末吉アーリー爆風トリビュートバンドwith小畑秀光
  - 8月31日（日）　豊橋AVANTI（結成：公開リハーサル）
  - 9月1日（月）　浜名湖WATTS（初日）
  - 9月2日（火）　名古屋ell（2日目）
  - 9月3日（水）　神戸チキンジョージ（3日目）
  - 9月4日（木）　京都RAG（4日目）
  - 9月5日（金）　四日市EAST（5日目）
  - 9月6日（土）　浜松窓枠（最終日：解散）
  - 9月7日（日）　八王子MilkyWay（再結成前夜）
  - 9月8日（月）　渋谷RUIDO.K2（再結成）
  - 9月9日（火）　佐野KEN（再結成ツアー初日）
  - 9月10日（水）　新横浜NEW SIDE BEACH（再結成ツアー楽日前）
  - 9月11日（木）　八王子Live Bar X.Y.Z.→A（本当に解散！もうしません！）
- 9月12日（金）　秀光＠三軒茶屋HEAVEN'S DOOR
- 9月19日（金）　秀光＠目黒鹿鳴館
- 9月26日（金）　秀光＠新宿 Wild Wide Tokyo
- 10月12日（日）　秀光＠八王子Live Bar X.Y.Z.→A
- 10月19日（日）　秀光＠さいたま新都心 HEAVEN'S ROCK VJ-3
- 10月24日（金）　秀光＠目黒鹿鳴館
- 10月26日（日）　秀光＠町田The Play House
- 10月28日（火）　秀光＠さいたま新都心 HEAVEN'S ROCK VJ-3
- 10月29日（水）　秀光＠新宿 Wild Side Tokyo
- 10月30日（木）　秀光＠柏 Thumb Up
- 10月31日（金）　秀光＠熊谷　HEAVEN'S ROCK VJ-1
- 11月1日（土）　秀光＠大阪（学園祭）
- 11月1日（土）　秀光＠豊橋AVANTI
- 11月2日（日）　秀光＠静岡（野外フェス）
- 中国大陸ツアー
  - 11月5日（水）　美女と野獣トリオin北京＠北京江湖酒吧
  - 11月6日（木）　美女と野獣トリオin寧夏回族自治区大武口
  - 11月7日（金）　美女と野獣トリオin寧夏回族自治区銀川
  - 11月8日（土）　美女と野獣トリオin寧夏回族自治区銀川
  - 11月9日（日）　Funky和他的朋友们＠上海
  - 11月10日（月）　Funky和他的朋友们＠常州
  - 11月11日（火）　Funky和他的朋友们＠蘇州
  - 11月12日（水）　Funky和他的朋友们＠杭州
  - 11月13日（木）　Funky和他的朋友们＠寧波
- 11月15日（土）　秀光＠八王子MilkyWay
- 11月20日（木）　秀光＠町田The Play House
- 11月28日（金）　秀光＠上野音横町
- 12月2日（火）　秀光＠八王子Live Bar X.Y.Z.→A
- 12月6日（土）　秀光＠三軒茶屋 HEAVEN'S DOOR
- 12月13日（土）　小畑秀光＠豊橋AVANTI
- 12月17日（水）　秀光＠渋谷 VUENOS
- 12月20日（土）　秀光＠大阪 Club ALIVE!
- 12月21日（日）　秀光＠大阪 Club ALIVE!
- 12月22日（月）　秀光＠京都木屋町DEWEY
- 12月23日（火）　秀光＠浜松 G-SIDE
- 12月26日（金）　小畑秀光（ひとりメタル）＠八王子Live Bar X.Y.Z.→A（5F）きっとん忘年会
- 12月28日（日）　秀光＠新宿 Wild Side Tokyo

- 1月4日（日）　秀光/江川ほーじんファンキー末吉with小畑秀光アーリー爆風トリビュートバンド＠新横浜NEW SIDE BEACH!!
- 1月23日（金）　秀光＠吉祥寺CRESCENDO
- 1月31日（土）　秀光＠渋谷 THE GAME
- 2月14日（土）　秀光＠京都 都雅都雅
- 2月15日（日）　秀光＠京都 都雅都雅
- 2月28日（土）　小畑秀光＠高松TOKIWA MUSIC CAMP
- 3月1日（日）　小畑秀光＠高松TOKIWA MUSIC CAMP
- 3月9日（月）　秀光/江川ほーじんファンキー末吉with小畑秀光アーリー爆風トリビュートバンド＠目黒 LIVE STATION
- 3月10日（火）　江川ほーじんファンキー末吉with小畑秀光アーリー爆風トリビュートバンド＠八王子Live Bar X.Y.Z.→A
- 3月14日（土）　小畑秀光＠八王子Live Bar X.Y.Z.→A（5階）きっとん
- 4月15日（水）　小畑秀光＠中国・天津
- 4月16日（木）　小畑秀光＠中国・北京
- 4月17日（金）　小畑秀光＠中国・寧夏
- 4月18日（土）　小畑秀光＠中国・寧夏
- 4月19日（日）　小畑秀光＠中国・寧夏
- 4月24日（金）　秀光＠タイ・バンコク タラートロットファイ・ラチャダー
- 4月25日（土）　秀光＠タイ・バンコク Immortal Bar
- 4月26日（日）　秀光＠タイ・バンコク VIT-33
- 4月29日（水）　秀光＠目黒 鹿鳴館
- アーリー爆風トリビュートバンド3DAYS
  - 5月3日（日）　初日：デビュー前夜の巻＠八王子Live Bar X.Y.Z.→A
  - 5月4日（月）　２日目：デビュー直後の巻＠八王子Live Bar X.Y.Z.→A
  - 5月5日（火）　最終日：脱退前夜の巻＠八王子Live Bar X.Y.Z.→A
- 5月31日（日）　小畑秀光＠八王子Live Bar X.Y.Z.→A
- 上海庙草原音乐节/北纬38° 狂野草原为摇滚绽放
  - 6月20日（土）　小畑秀光＠中国・上海庙欢乐大草原旅游区位于内蒙古鄂尔多斯市鄂托克前旗上海庙经济开发区
  - 6月21日（日）　小畑秀光＠中国・上海庙欢乐大草原旅游区位于内蒙古鄂尔多斯市鄂托克前旗上海庙经济开发区
- 7月21日（火）　江川ほーじんファンキー末吉アーリー爆風トリビュートバンドwith小畑秀光＠新横浜New Side Beach
- 日中友好こども（大人も可）サマードラムスクール2015,キャンプファイアーフリーコンサート
  - 7月24日（日）　秀光＠埼玉県児玉郡神川町城峯公園キャンプ場
- 8月15日（土）　小畑秀光＠八王子Live Bar X.Y.Z.→A
- 8月16日（日）　小畑秀光＠八王子Live Bar X.Y.Z.→A
- 8月22日（土）　秀光＠豊橋AVANTI
- 9月6日（日）　小畑秀光withワールドインターナショナルレジェンド＠八王子Live Bar X.Y.Z.→A
- 9月25日（金）　わをん〜あ＠八王子Live Bar X.Y.Z.→A
- 9月26日（土）　わをん〜あ＠八王子Live Bar X.Y.Z.→A
- 10月3日（土）　秀光＠四谷OUTBREAK
- 10月10日（土）　江川ほーじんファンキー末吉アーリー爆風トリビュートバンドwith小畑秀光＠富士スピードウェイ
- 10月25日（日）　秀光＠目黒鹿鳴館
- 11月16日（月）　小畑秀光＠八王子Live Bar X.Y.Z.→A
- 11月18日（水）　秀光＠町田 The Play House
- 11月24日（火）　小畑秀光インターナショナルセッション＠八王子Live Bar X.Y.Z.→A
- 11月30日（月）　秀光＠大塚 Hearts+
- 12月18日（金）　日中ロックセッション＠高田馬場 音楽室DX
- 12月19日（土）　李夏＆FunkyBand＠ ESP MUSICAL ACADEMY
- 12月25日（金）　わをん〜あ＠八王子Live Bar X.Y.Z.→A

- 1月8日（金）　小畑秀光＠八王子Live Bar X.Y.Z.→A
- 1月22日（金）　秀光＠町田The Play House
- 2月13日（土）　秀光＠京都都雅都雅
- 2月25日（木）　小畑秀光＠八王子Live Bar X.Y.Z.→A
- 3月12日（土）　秀光＠新宿club SCIENCE
- 4月2日（土）　秀光＠町田The Play House
- 4月17日（日）　秀光＠新宿Wild Side Tokyo
- 4月22日（金）　秀光＠高円寺club ROOTS
- 4月28日（木）　秀光＠吉祥寺crescendo
- 4月30日（土）　秀光＠八王子Live Bar X.Y.Z.→A
- 5月22日（日）　秀光＠町田The Play House
- 5月26日（木）　秀光＠吉祥寺crescendo
- 5月28日（土）　秀光＠大阪　LIVE BAR ortolounge
- 5月29日（日）　秀光＠彦根 COCOZA
- 6月5日（日）　秀光＠さいたま新都心 Heaven's Rock VJ-3
- 6月9日（木）　秀光＠吉祥寺crescendo
- 江川ほーじん ファンキー末吉 アーリー爆風トリビュートwith小畑秀光
  - 7月1日（金）　浜松Marry You
  - 7月3日（日）　高円寺club ROOTS
  - 7月4日（月）　両国SUNRIZE
- 7月9日（土）　秀光＠2016 DAY☆TRIP meeting vol.19 FUJITEN（山梨県フジテンスノーリゾート）
- 7月15日（金）　布衣＠中国・石家庄　※老呉バンド、サポートで野外イベント
- ドラムスクール講師一同中国ツアー
  - 7月28日（木）　中国・北京 黄昏黎明DDC
  - 8月1日（月）　中国・河北省石家庄
  - 8月2日（火）　中国・寧夏回族自治区銀川
  - 8月3日（水）　中国・寧夏回族自治区銀川
- 9月9日（金）　秀光＠吉祥寺crescendo
- 9月15日（木）　马上又＠中国・天津「汗马音乐节」※野外フェスでサポート
- 10月1日（土）　秀光＠八王子RIPS
- 10月21日（金）　秀光＠吉祥寺crescendo
- 11月4日（金）　秀光＠町田The Play House
- 11月10日（木）　秀光＠新宿Wild Side Tokyo
- 11月15日（火）　秀光＠町田The Play House
- 11月18日（金）　秀光@吉祥寺crescendo
- 12月19日（月）　わをん～あ＠西荻窪TERRA
- 12月21日（水）　秀光＠吉祥寺crescendo

- 1月7日（土）　小畑秀光＠新宿Wild Side Tokyo
- 2月6日（月）　小畑秀光＠新宿Wild Side Tokyo
- 3月4日（土）　小畑秀光＠八王子Live Bar X.Y.Z.→A

## 別名の由来
音楽活動をする上で、本名の苗字と名前の間にミドルネームを入れて別名を名乗る場合がある。
- 【激鉄MAX】・・・二井原実が名付け親。

- 【Jet】・・・小畑が俳優ジェット・リー（Jet Li）のファンであるため、小畑秀光が自ら付けた。

## 100時間配信
ある日、小畑がファンキー末吉に「24時間 音楽にまみれたい！」と話をしたところ 、「死ぬまでやれ！それで死ねば少しは他人の記憶に残る！！」と言われた。
さらに、「練習しに来るなら、いつでもうちのスタジオ使ってや！！」と言う、ファンキー末吉の社交辞令を真に受け、数日経った2012年2月14日夕方、Funkyスタジオ八王子に、

「寝る食うクソをする以外の時間は、ずーっと練習したい！！」と、アンプを持ってやって来た。そして、スタジオに籠りギターの練習を延々し続けた。この模様をファンキー末吉がUstreamを使ってネット配信を行ったのが事の始まりである。この時の配信は140時間を超えた。

### 第1回
- 2012年2月14日 ～ 2月19日　『Funkyスタジオ八王子』

### 第2回
- 2012年4月2日 ～ 4月6日　『Live Bar X.Y.Z→A 5F』

### 第3回
- 2012年9月14日 ～ 9月18日　『東京近郊某所にて山籠もり』
人里離れた山奥にキャンプ用品一式持ち込み、山籠もりしながらギターの練習をする。第3回目にして初の屋外100時間配信。山奥からでも配信が出来なくては話にならないので、電波が届くギリギリの山奥をファンキー末吉がロケハンし、探しに探しぬいた場所から配信となった。電気通信事業者で唯一電波が届いているdocomoのWiFiルーターを持ち込んで、まずは配信環境の設定を手さぐり状態からスタート。ちょうど9月の連休にぶつかったため、昼夜問わずミュージシャン仲間、友人、ファン、配信を見た人などの陣中見舞いの来客も多く、昼食事時などは賑やかなBBQの模様も配信された。夜間は当然暗闇なので焚火をしたり発電機を回し電源を確保しながらテントの中で本題のギターの練習。